# Wonderful Night
Wonderful Night is een single van Engels big beat muzikant Fatboy Slim, uitgebracht als een nummer van zijn album Palookaville. Bij de originele single zingt Fatboy Slim het lied samen Lateef The Truth Speaker. Het lied wordt vaak afgespeeld bij Staples Center onmiddellijk nadat Los Angeles Clippers thuis wint en in Madison Square Garden in de tweede helft van de New York Knicks. Een verkorte versie van het lied verschijnt ook in de video game Dance Dance Revolution Extreme 2.
Het lied werd bewerkt voor de radio te wijten aan het kort grof taalgebruik in het midden van het lied. Het werd ook gekenmerkt in de films Flushed away en Robots.